# Cagliostro (1973)
Cagliostro ist ein dreiteiliger Fernseh-Abenteuerfilm aus dem Jahre 1973, nach dem Roman Joseph Balsamo aus dem Zyklus Mémoires d’un médicin (Memoiren eines Arztes) von Alexandre Dumas mit Jean Marais in der Hauptrolle.
Der Dreiteiler war eine Co-Produktion von Tele-München und Technisor (Paris) im Auftrag von ZDF und O.R.T.F. Im französischen Fernsehen lief die Serie unter dem Titel Joseph Balsamo mit sieben Folgen zu je 55 Minuten. Im ZDF sollte Cagliostro ursprünglich in längerer Fassung in der Reihe der ZDF-Advents-Abenteuervierteiler laufen.

## Handlung

### Teil 1: (ZDF: 23. Dezember 1973): Audienz in Versailles
Graf Alessandro di Cagliostro, der sich auch Baron Joseph Balsamo oder Graf Phoenix nennt, ist der große Magier seiner Zeit. Er ist wegen seiner übersinnlichen Fähigkeiten berühmt und berüchtigt. Alle Welt spricht von ihm. Dass er einer Gruppe von Verschwörern angehört, die die bestehende Gesellschaftsordnung ändern und die französische Monarchie stürzen wollen, ist unbekannt. Cagliostro verfügt anscheinend über unbeschränkte Geldquellen. Es gelingt ihm, am Hofe von Versailles Eingang zu finden und durch feingesponnene Intrigen das Ansehen Ludwigs XV. zu untergraben. Dies gelingt ihm umso leichter, als die Mätresse des Königs, Madame Dubarry, vom Volk gehasst und vom Hofe verachtet wird. Cagliostro versteht es, ihre Dankbarkeit und damit Einfluss auf die Geschicke des Hofes zu gewinnen.

### Teil 2: (ZDF: 30. Dezember 1973): Der Goldmacher
Cagliostro, Magier und Edelmann, ist führendes Mitglied eines Geheimbundes, der sich gegen die Monarchie in Frankreich verschworen hat. Zurückgezogen, weil vorsichtig, lebt er in der Nähe von Paris zusammen mit seiner römischen Frau Lorenza, die er liebt, aber wie eine Gefangene hält, seinem Lehrer und Alchemisten Althostas und dem deutschen Diener Fritz. Er kann auf Lorenzas mediale Fähigkeiten nicht verzichten. Auf einer Kutschenfahrt nach Paris gelingt es ihr jedoch, zu entkommen und in einem Kloster Zuflucht zu finden. Cagliostro spürt sie dort auf – und bringt sich beinahe um Kopf und Kragen: Kardinal Rohan, zufällig anwesend, durchschaut Cagliostros gefährliches Spiel. Also trumpft dieser auf und besticht Rohan mit dem verlockenden Angebot, Gold für ihn herzustellen.

### Teil 3: (ZDF: 1. Januar 1974): Die Intrige
Der Stern Madame Dubarrys, der Geliebten König Ludwigs XV., beginnt zu verblassen. Als Nachfolgerin ist Andrée de Taverney ausersehen. Andrées Zofe soll ihrer Herrin eine Medizin in den Schlaftrunk mischen, die sie dem König gefügig macht. Doch die Dosis gerät zu hoch. Als der König zum Stelldichein kommt, findet er eine Bewusstlose vor. Verstört kehrt er zu Madame Dubarry zurück.
Auch die Tage Cagliostros am französischen Hof sind gezählt. Seine Geliebte Lorenza übt Verrat, er verliert das Vertrauen seiner Mitverschwörer. Sie lassen Lorenza ermorden und ziehen Cagliostro zur Rechenschaft. Als dann Ludwig XV. stirbt, scheitern alle Revolutionspläne. Cagliostro, verfolgt von der Polizei des neuen Königs, kann zunächst entkommen, wird aber später wegen Ketzerei, Teufelswerk und Zauberei in den Kerkern des Vatikans umgebracht.

## Sonstiges
- Der italienische Abenteurer Graf Cagliostro (eigentlich Giuseppe Balsamo) wurde 1743 in Palermo geboren und starb 1795 in San Leone bei Urbino. Cagliostro gelang es, durch Spiritismus, Zaubertränke und angebliche Goldmacherei großen Einfluss zu gewinnen. Er suchte im 18. Jahrhundert fast alle Hauptstädte und Höfe Europas heim. Im Jahre 1791 wurde er von der Inquisition verurteilt und verschwand bis an sein Lebensende hinter Kerkermauern.
- Alexandre Dumas zeigt Cagliostro in seinem Roman als Verschwörer und Wegbereiter der Revolution in Frankreich.
- Für die deutsche und französische Fassung wurden unterschiedliche Filmkomponisten eingesetzt: Die französische Musik schrieb Hubert Rostaing, die vom deutschen Produktionsleiter Walter Ulbrich allerdings für zu schwülstig gehalten wurde und der deshalb für die deutsche Fassung den Auftrag an Hans Posegga erteilte, der auch zu vier weiteren Abenteuervierteilern die Musik schrieb.
- In Frankreich wurde die Serie unter dem Namen Joseph Balsamo als sehr gelungene Umsetzung eines Dumas-Romans gefeiert. Die deutschen Produzenten sahen das allerdings nicht so. Auch war Ulbrich mit der Wahl von Jean Marais für die Titelrolle nicht sehr glücklich, denn dieser war immerhin 30 Jahre älter als der im Roman beschriebene Protagonist. Regisseur Hunebelle bestand jedoch auf seinem bevorzugten Hauptdarsteller. Aus der ursprünglichen 360-Minuten-Fassung für das französische Fernsehen schnitt Ulbrich eine fast völlig neue Geschichte zusammen, so dass am Ende nur noch ein Dreiteiler übrigblieb, welcher in der Weihnachtszeit 1973 anstelle eines zu dieser Zeit üblichen Vierteilers zur Ausstrahlung kam. Das ZDF fürchtete einen Misserfolg, doch obwohl auch die meisten deutschen Kritiker Cagliostro eher negativ sahen, war die Mehrheit der deutschen Fernsehzuschauer anderer Meinung. In den Zuschauer- und Leserbriefredaktionen des ZDF und der diversen Programmzeitschriften gingen überwiegend positive Zuschriften ein.

## Medien

### DVD
- Cagliostro (2 DVDs), Concorde Home Entertainment 2007

### Filmmusik
- Abenteuer-Klassiker – Originalmusik aus den legendären TV-Vierteilern, 2 CDs, BSC Music/Cine Soundz Prudence 398.6619.2 (Deutschland 2001)